# Vorgeschobener Beobachter

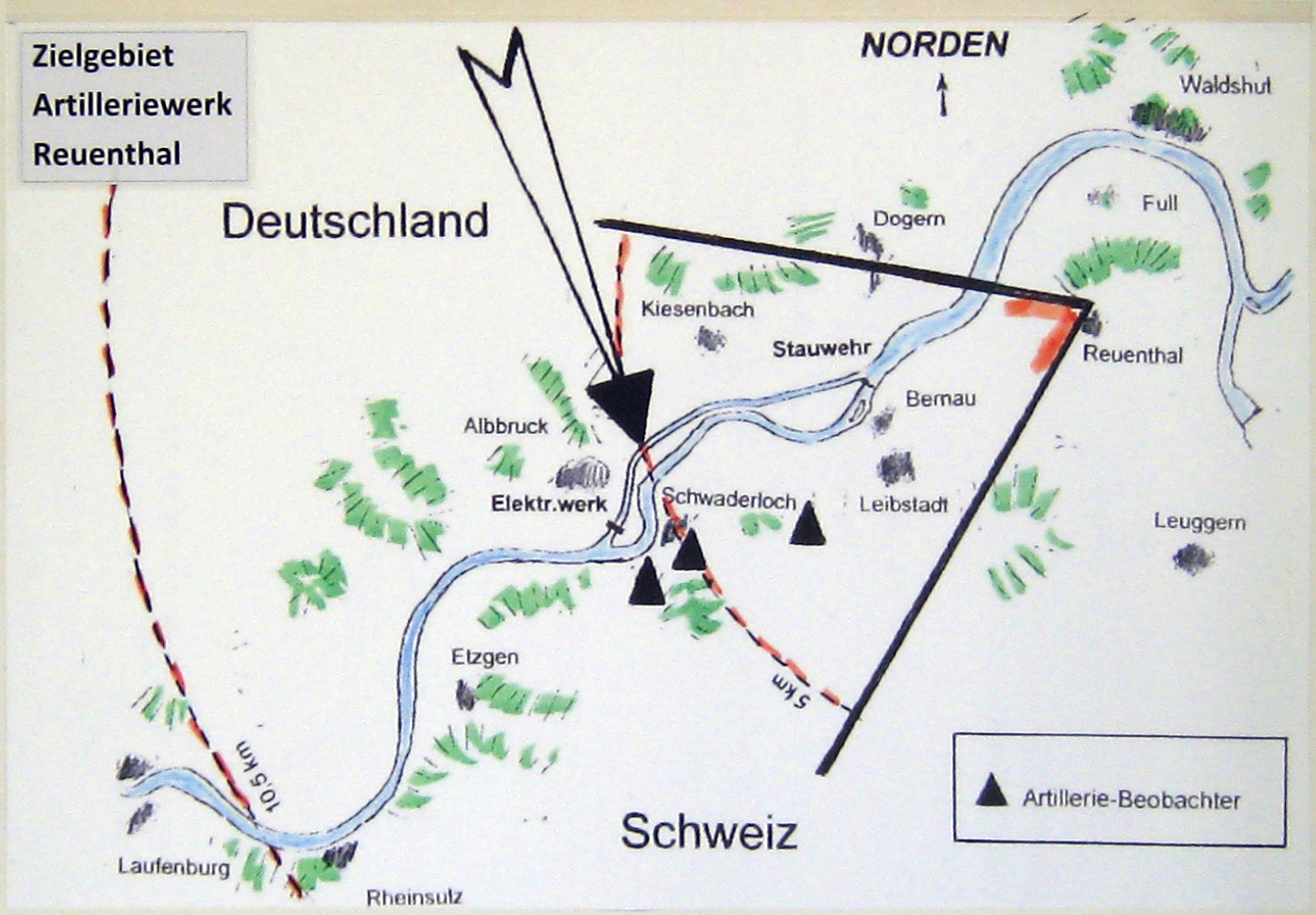
Standorte von Geschützen und Beobachtern der Schweizer Festung Reuenthal am Rhein

Militärisches Symbol für den VB der Artillerie

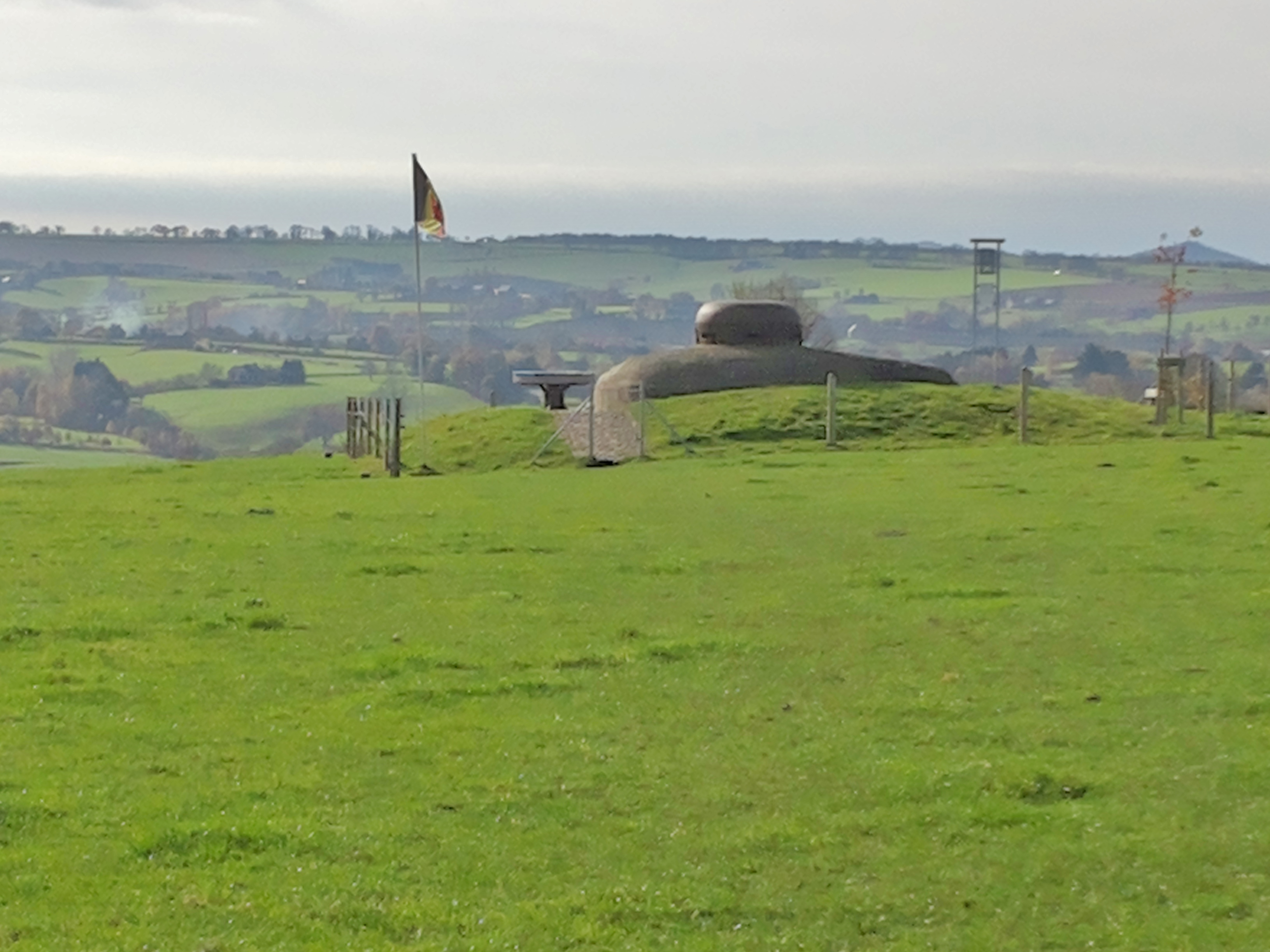
Artilleriebeobachtungsbunker

Ein Vorgeschobener Beobachter (VB) für Mörser oder Artilleriebeobachter (AB) für Rohr- und Raketenartillerie (in der Schweizer Armee: Schiesskommandant) ist ein Beobachter, der die Kampftruppe begleitet, das indirekte Feuer der Artillerie und Mörser zu ihrer unmittelbaren Unterstützung lenkt und die Gefechtsaufklärung der Truppe verdichtet. Der Forward Air Controller (Fliegerleitoffizier) lenkt die Wirkmittel der Luftwaffe für die Kampfunterstützung des Heeres.
Der VB / AB benötigt einen guten Überblick über das Gefechtsfeld. Daher werden als Beobachtungsstelle (B-Stelle) hohe Gebäude oder Türme bevorzugt, aber auch die vorderste Kampflinie. Seine Aufgaben sind unter anderem die Überwachung des Gefechtsfeldes, die Zielaufklärung und -identifizierung, die Feuerlenkung eigener Waffen und Feststellung des Erfolgs des Wirkungsschießens (Wirkungsaufklärung), die Meldung der eigenen Beobachtungsergebnisse, die Entgegennahme und Weiterleitung von Feueranforderungen der Kampftruppe sowie das Halten der Verbindung zum Führer der Kampftruppe, mit dem der Beobachter „auf Zusammenarbeit angewiesen“ (nicht unterstellt) ist.
Beobachtungsmittel und -hilfsmittel sind neben den eigenen Augen verschiedene Tag- und Wärmebildoptiken wie ein um 360 Grad schwenkbares PERI D 11-Doppelfernrohr, Kompass und Laserentfernungsmesser. Daneben bestehen bei der Artillerie weitere Beobachtungsmöglichkeiten, zum Beispiel durch das Artilleriebeobachtungsradar, Schallmessung oder Drohnen. Die Lichtmessung, bei der der Mündungsblitz erfasst wurde, wird nicht mehr durchgeführt.
Nachfolger des vorgeschobenen Beobachters / Artilleriebeobachter in der Bundeswehr ist das Joint Fire Support Team (JFST), ein Koordinierungselement der Streitkräftegemeinsamen Taktischen Feuerunterstützung. Das JFST lenkt neben den Feuer von Rohr und Raketen Steilfeuer auch die Luftnahunterstützung (CAS).

## Geschichte

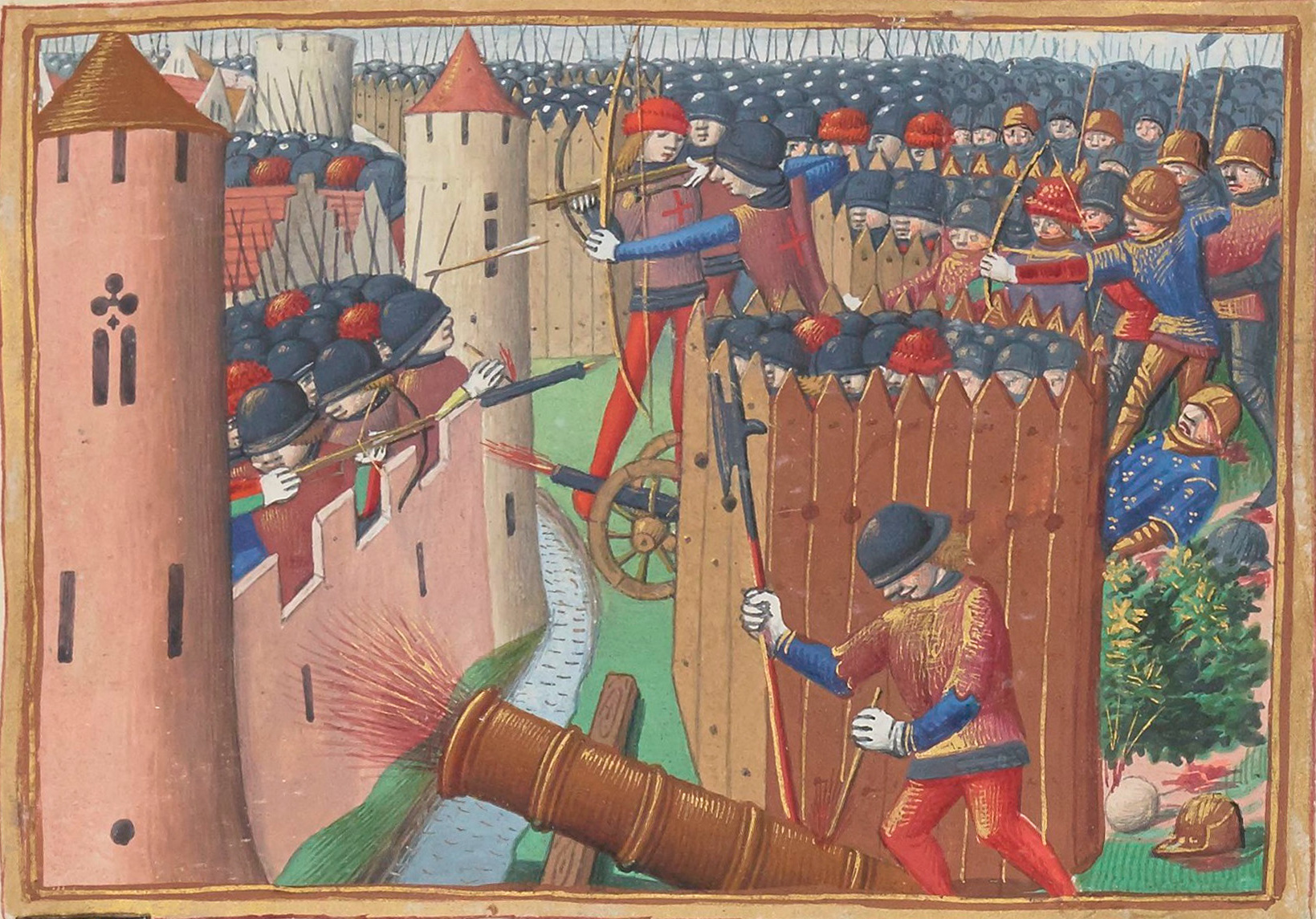
Mittelalterliches Schießen auf Sicht

Die Entwicklungsgeschichte der Geschütze brachte im Lauf von Jahrhunderten immer größere Reichweiten hervor. Zu Zeiten der Bombarden oder der Steinbüchsen konnte der Richtkanonier meist noch selbst auf Sicht schießen. Mit Steigerung der Geschützreichweiten wurde das Schießverfahren des indirekten Feuerns entwickelt. Dadurch wurde der vorgeschobene Beobachter eine Notwendigkeit um die Artillerie sinnvoll einsetzen zu können. Je nach Gefechtsfeld musste dazu der Beobachter mehr oder weniger in die Nähe der Ziele. Erhöhte Beobachtungsposten konnten als Hilfsmittel eingesetzt werden, um die Verständigung zwischen den Geschützen und den Beobachtern zu erleichtern. Die Entwicklung von optischen und nachrichtentechnischen Hilfsgeräten zur Beobachtung wurden im Ersten Weltkrieg und Zweiten Weltkriege entscheidend weiter entwickelt. Im 21. Jahrhundert sind Beobachter zur Streitkräftegemeinsamen Taktischen Feuerunterstützung meist nachrichtentechnisch eingebunden.

## Funktion

Unterstellungsverhältnis FUO und VBs am Beispiel des PzGrenBtl 102

Verbindung VB - Feuerleit - Batterie

Die Artillerie- bzw. Vorgeschobenen Beobachter für Mörser gingen in der Regel zusammen mit den Kampftruppen am Vorderen Rand der Verteidigung (VRV) in Stellung. Der Beobachter gab seine Beobachtungen, die sich häufig an vordefinierten Zielpunkte orientierten, aus dem Wirkraum an die Batterien in den Feuerstellungsräumen weiter. Innerhalb einer gewissen Reaktionszeit (vier bis sechs Minuten für Rohrartillerie; zehn bis 25 Minuten für Raketenartillerie) konnte der Feuerplan abgearbeitet werden. VB/AB beobachteten das Gefechtsfeld durch optische Beobachtung, orteten Ziele durch den Abgleich von Karte/Gelände und Messung des Richtungswinkels zum Ziel. Die Ergebnisse dieser Aufklärung wurden über Datenfunk an das Feuerleitsystem (Feuerleitrechner FALKE), bzw. an den Batteriechef der schießenden Artilleriebatterie, weitergegeben. Bei guter Sicht ergaben sich optische Aufklärungstiefen von drei bis maximal fünf Kilometern.
Der VB gehörte damit zu den Feuerunterstützungsorganen, die am weitesten vorne eingesetzt wurden. Er wurde in der Regel von einem Offizier oder Feldwebel aus der schießenden Batterie geführt. Auch kann ein Feuerunterstützungsoffizier (FUO) oder Artillerieverbindungsoffizier (AVO) beteiligt sein. Die Besatzung des M113 Optronics bestand aus vier Mann. Dem Beobachtungsoffizier, Hilfsbeobachter, Funker und Kraftfahrer (MKF). Die VB/AB-Soldaten konnten sowohl auf- als auch mithilfe eines Fernmeldekabel abgesessen arbeiten.
In der Anfangszeit nutzen die Artillerie- und Panzergrenadierbataillone der Bundeswehr den Schützenpanzer kurz oder den umgebauten Kanonenjagdpanzer als Beobachtungspanzer Artillerie oder Panzermörser. Später kam der M113 GA2, oder auch M113 Optronics, als VB/AB Beobachtungspanzer mit einer Beobachtungsreichweite von 500 bis 10.000 Metern, einem Laserentfernungsmesser und einer Fahrzeugnavigationsanlage zum Einsatz. Die Technik dazu wurde von der Firma Thyssen-Henschel geliefert. Der M113 Optronics wurde in Artilleriebataillonen seit 1979 als Artilleriebeobachter verwendet. Eine weitere Möglichkeit war seit den 1990er Jahren der Beobachtungs-Radarpanzer M113 ABRA RATAC.
Versagt die optoelektronische Technik des VB/AB, so kann auch mittels Sehstreifenverfahren Feuerunterstützung Mörser oder Artillerie angefordert werden.

## Artilleriebeobachtungspanzer M113 GA2

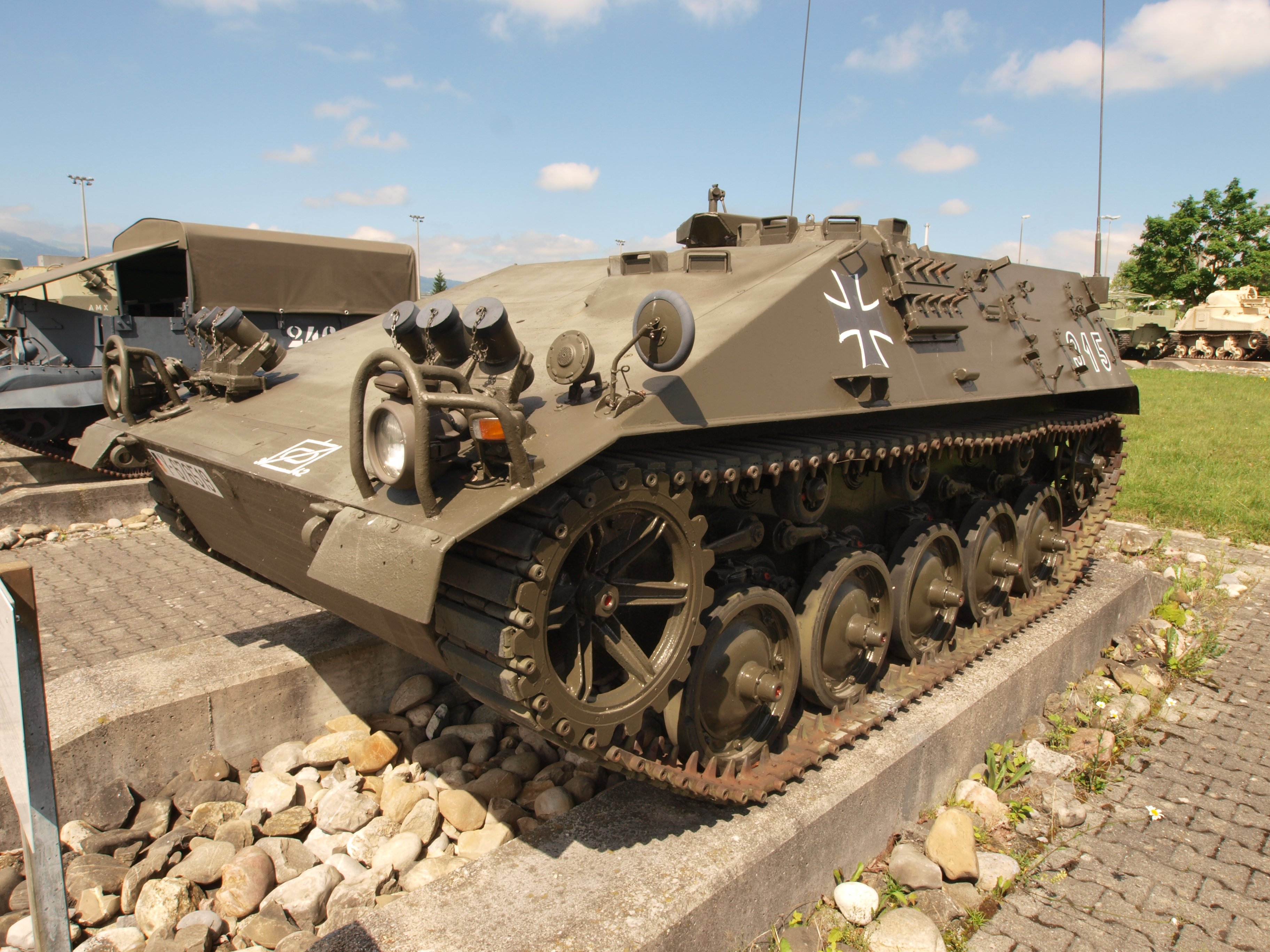
Hotchkiss als Artilleriebeobachtungspanzer

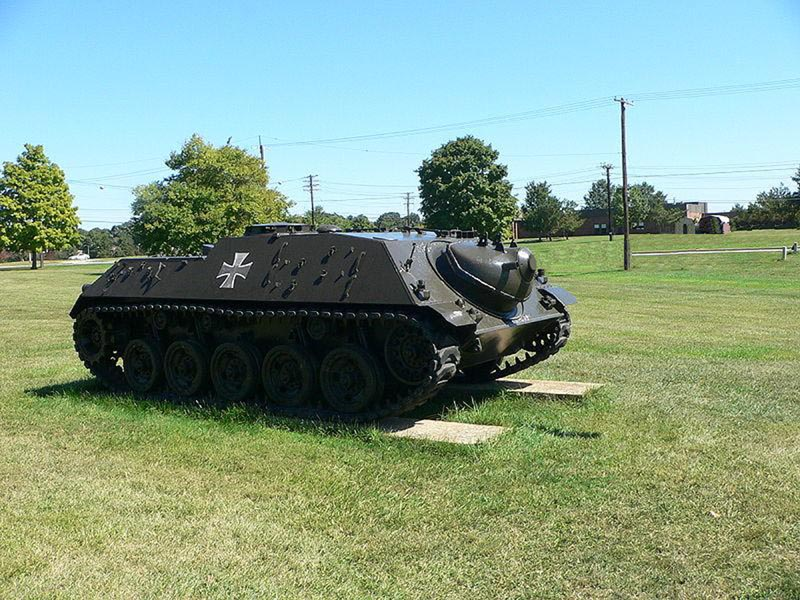
Beobachtungspanzer (Kanonenjagdpanzer ohne Kanone) der Artillerie/ Mörserkompanie der Panzergrenadiere ab 1983 bis 1999

Von 1979 bis 1984 führte die Bundeswehr, erstmals beim Panzerartilleriebataillon 45 in Göttingen, einen neuen Beobachtungspanzer (BeobPz Art) des VB mit modernisiertem Zielortungsverfahren für die Rohrartillerie ein. Das Fahrzeug war mit einem Doppelperiskop (4fache bis 12fache Vergrößerung) zum Erkennen und Identifizieren von Zielen durch einen Laserentfernungsmesser ausgestattet. Anschließend wertete eine Rechenanlage die gewonnenen Messwerte durch eine optische Zielvermessungsanlage (OZVA) aus, las sie in ein Datenein- und -ausgabegerät (DEA 64) ein und gab sie an eine Fahrzeugnavigationsanlage (FNA) ein weiter. Die FNA arbeitete mittels Messung der Kettenumläufe und Kalibrierung von topographischen Punkten.
Um ein funktionierendes System zu garantieren, waren die Koordinaten eines Anfangspunktes erforderlich. Die Fahrzeugsnavigationsanlage (FNA 615) übernahm damit nicht nur Navigations-, sondern auch Vermessungs- und Berechnungsaufgaben. Die Navigationsbestimmung lief über eine Richtungsbestimmung (Gitternord mittels Kreiselkompass), einer fortlaufenden automatischen Bestimmung der UTM-Koordinaten und die Berechnung der UTM-Koordinaten (Polarkoordinaten) des vermessenen Zieles. Das Datenein- und -ausgabegerät (DEA 64) sammelte die notwendigen Daten für die Feuerkommandos. Die Innovation war der neuartige Datenfunk vom VB (Vorgeschobener Beobachter) zur Feuerleitstelle, dem Batteriechef und den Geschützen.
Das Bordprüfgerät (BPG) führte die Funktionsüberprüfung einzelner Baugruppen, der Datenüberprüfung und die Leistungsfähigkeit der Funkanlage durch. Im Panzer bedient der Funker das DEA, das Bordprüfgerät und die Fahrzeugfunkanlage, bestehend aus zwei SEM 25 und einem SEM 35 (ab ca. 1986 aus einem SEM 80/90 und einem SEM 70). Der Beobachter konzentriert sich auf die Beobachtung des Gefechtsfeldes. Dies kann nur während eines Beobachtungshaltes geschehen. In einem beweglich geführten Gefecht kann der Beobachtungspanzer der Kampftruppe erschwert folgen und dient als Zielscheibe für die feindliche Panzerabwehr. Die Ergebnisse der Gefechtsfeldbeobachtung sind auf gute Sichtverhältnisse angewiesen. Dies kann durch ein Bildverstärkerfernrohr verbessert werden.
Insgesamt ermöglichte die Beobachtung eine Zielortungsgenauigkeit auf ±50 Meter. Dies wiederum führte zu Munitionseinsparung und Zeitgewinn für neue Feueraufträge. Der neue BeobPz ermöglichte ein neues Einsatzspektrum, was über den vorherigen Einsatz in der Verteidigung als abgesessener und eingegrabener VB hinausging. Die Vorteile lagen in einer raschen und genauen Zielortung auf große Entfernung.
Die alten Einsatzgrundsätze von guter Übersicht auf feindliche Stellungen, Tarnung und Deckung behielten jedoch weiterhin ihre Gültigkeit. In den Gefechtsarten Angriff und Verzögerung erfolgte der Stellungswechsel des VB im Sprung. Im Gefecht der verbundenen Waffen hatte der VB die Aufgabe, der Bewegung der Kampftruppe zu folgen. Erschwerend hierbei war die geringe PS-Leistung des M113, der mangelnde Panzerschutz und die hohe Silhouette.

## Abläufe während des Gefechtes
Der VB ist ein Feuerunterstützungsorgan in einer Kette von Abläufen zwischen VB – Feuerleitung – schießender Batterie sowie zu unterstützender Kampftruppeneinheit.
Bei der Erstellung des Operationsplanes einer Kampftruppenbrigade in der Gefechtsart Verteidigung werden den Kampfgruppen Kampfunterstützungstruppen „zugeteilt“. Dabei ist der Brigadeartillerieführer zuständig für die Artillerietruppe. Die einzelnen Kampftruppenbataillone erhalten jeweils einen Feuerunterstützungsoffizier (FUO), dem weitere Vorgeschobene Beobachter unterstellt sind. Diese erkunden zusammen mit dem jeweiligen Kompaniechef ihre Stellungen und Wechselstellungen, um gemäß einem vorformulierten Feuerplan während des Gefechtes wirksame Feuerunterstützung zu leisten. Dies können VBs der Panzermörser, Rohr- oder Raketenartillerie (z. B. LARS) sein.
Im Rahmen des Operationsplanes werden verschiedene Forderungen an die Artillerietruppe gestellt. Diese können z. B. sein:
- Zerschlagen von Feindkräften in einem bestimmten vordefinierten Raum
- frühzeitiges Zerschlagen von feindlichen Panzerspitzen, z. B. durch zusammengefasstes Feuer mehrerer Batterien/Geschützzüge
- Auslösen einer Auffangminensperre Artillerie (AufMiSp Art), im Gegensatz zur Auffangminensperre Pioniere (AufMiSp Pi), i. d. R. Wurfminensperren, um einen feindlichen Panzerangriff zum Stehen zu bringen[11], bzw. abzuriegeln
- Feuerunterstützung eines Gegenangriffes durch Brigade-/Bataillonsreserven
- Niederhalten von abgesessenen Feind (Mot-Schützen) in einem bestimmten vordefinierten Raum

Die Feuerunterstützung durch die Artillerie folgt den unterschiedlichen Phasen des Operationsplanes wie z. B. „abriegeln“, „vernichten“, „zerschlagen“, „blenden“ etc.
Forderungen an die Artillerie können z. B. Einzelanforderungen, Feuerschwerpunkte (meist Sperrfeuer, „tote Räume“ der Kampftruppen, die nicht anders überwacht werden können) oder andere sein.
Die Batterien der Panzerartillerie beziehen (meist im Schutz der Dunkelheit) ihre vorerkundeten und ausgemessenen i. d. R. getarnt und aufgelockert, um Feindaufklärung zu erschweren. Feuerstellungen der Artillerie waren Hochwertziele Feuerstellungen und melden Wirkungsbereitschaft.
Beobachtungstafel (Zielliste) für den VB
| lfd Nr. | Ziel Nr | Beschreibung                | Lage/Planzeiger | Höhe | Ausdehnung | Zielwert | Bemerkung |
| ------- | ------- | --------------------------- | --------------- | ---- | ---------- | -------- | --------- |
| 1       | 1       | Strassenknie DASSENDORF     | 8305 0876       | 230  | FR 1600    | E        | —         |
| 2       | 2       | BORNBUSCH                   | 8496 0892       | 355  | —          | P        | aus Beob  |
| 3       | 3       | Ortsdurchfahrt BRAKENSTEEGE | 8428 1015       | 220  | —          | E        | zsl Angr  |
| 4       | 4       | Kusselgelände               | 8554 0995       | 270  | FR 2200    | E        | —         |
| 5       | 5       | Sperrfeuer DONAU            | 8562 1155       | 220  | FR 2000    | —        | re Grenze |
| 6       | 6       | Strassengabelung MOHNHAUSEN | 8705 1246       | 210  | FR 1600    | —        | —         |
| 7       | 7       | Ziegelfabrik                | 8824 1435       | 210  | FR 2000    | —        | —         |

### Feuerformen
(Quelle:)
- Feuerzusammenfassung: gleichzeitiges Wirkungsschießen mehrere Geschützzüge der Rohrartillerie oder von Werferzügen/-gruppen der Raketenartillerie.
- Störungsfeuer: länger andauerndes, nach Zielen, Bekämpfungskriterien und Munitionseinsatz unregelmäßiges Feuer der Rohrartillerie in wechselnden Feuerarten.
- Sperrfeuer: mit KpfTrp abgesprochenes, räumlich festgelegtes Wirkungsschießen der Rohrartillerie, Munitionseinsatz ca. 45 Schuss Spreng oder Bomblet, das mit hoher Feuergeschwindigkeit auf besonders gefährdete Räume vor die eigene Truppe geschossen wird.
- Anforderung durch VB/AB Artillerie, Führer Kampftruppe ab Zugführer Aufwärts.

### Feuerarten Rohrartillerie
(Quelle:)
- Feuerschlag: schlagartiges im Ziel liegendes, mit höchster Feuergeschwindigkeit abgehendes Feuer
- Gruppenfeuer: 1 Gruppe = je 1 Schuss pro Feuerndes Geschütz
- Salvenfeuer: alle Geschütze feuern gleichzeitig

### Feuerarten Raketenartillerie
(Quelle:)
- Serienfeuer: die Raketen aller Rohre eines oder mehrerer Raketenwerfer werden abgefeuert
- Teilserienfeuer: ein oder mehrere Raketenwerfer schießen eine befohlene Anzahl von Raketen

### Begriffe für die beabsichtigte Wirkung des Feuers
(Quelle:)
- Abriegeln: Angreifenden oder zurückziehenden Feind für begrenzte Zeit zum Stehen bringen
- Bekämpfen: Allgemein gehaltener Ausdruck für Feueraufträge, wenn sich die beabsichtigte Wirkung noch nicht festlegen lässt
- Niederhalten: Den Feind für begrenzte Zeit in Deckung zwingen und ihn am Kampf hindern
- Sperren: Den Feind durch Verschießen länger wirksamer Mittel (Minen) daran hindern, einen bestimmten Geländeteil schnell zu durchschreiten
- Stören: Den Feind beunruhigen, in seiner Handlungen behindern und dabei möglichst schädigen
- Vernichten: Dem Feind solche Verluste zufügen, dass er an weiteren Kampfhandlungen nicht mehr teilnehmen kann
- Zerschlagen: Die Kampfkraft des Feindes so herabsetzen, dass er für begrenzte Zeit nicht mehr am Kampf teilnehmen kann
- Beleuchten: Durch Einsatz pyrotechnischen Mittel (illum) bestimmte Geländeteile erhellen, um den Kampf der eigenen Truppe zu erleichtern
- Blenden: Durch Einsatz pyrotechnischen Mittel (Nebel) um den Feind die Sicht bzw. Kampfteilnahme zu verhindern
- Überwachen: Einen bestimmten Raum beobachten und bereit sein, einen Feind, sobald er auftritt, mit beobachtetem Feuer zu bekämpfen

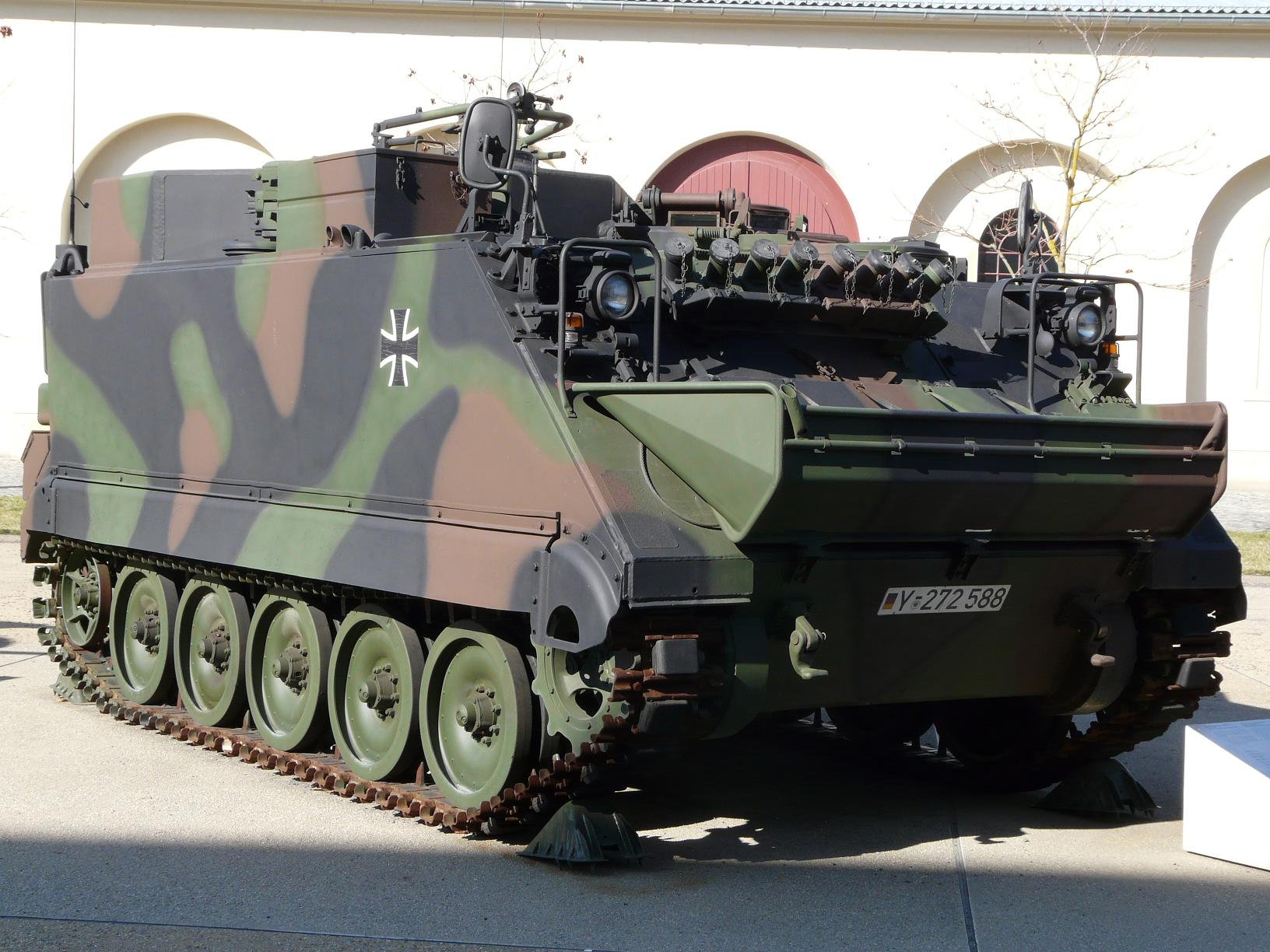
Artillerie-Beobachtungspanzer M113 A1 GE (ABRA)

### Munitionsarten der Rohrartillerie und ihre Wirkung
(Quellen:)
- Bomblettgeschosse wirken mit Submunition (Hohlladung) vor allem gegen leicht gepanzerte/gepanzerte Ziele und gegen Personen ohne Deckung (Splitter).
- Sprenggeschosse mit Annäherungszünder werden gegen Personen ohne und in nach oben offenen Deckungen sowie gegen leicht und ungepanzerten Fahrzeuge und ungeschütztes Gerät verwendet.
- Sprenggeschosse mit Aufschlagzünder oder mit Verzögerung sind vor allem gegen Feind in Wäldern und in leichten Deckungen wirksam.
- Sprenggeschosse mit Betonbrechzünder werden gegen ausgebaute Stellungen wie etwa Bunker eingesetzt
- Smart Munition wird gegen gepanzerte Ziele verwendet; die Geschosse sind selbständig in der Lage, im Zielgebiet Ziele zu suchen und zu zerstören.

### Feuerbefehle über den VB/AB
Die Feuerunterstützung Artillerie läuft nach einem bestimmten schematischen Ablauf ab:
1. Datenein- und Ausgabegerät zur Übermittlung der Feuerkommandos
2. Weitergabe an die Feuerleitstelle mittels Datenfunk
3. elektronische Umrechnung in entsprechende Feuerkommandos
4. elektronische Weiterleitung an ein entsprechendes Ausgabegerät der Geschützbesatzungen

Die Feuerpläne, bestimmte Räume oder Geländeabschnitte mit Sperrfeuer zu belegen, sind in der Regel bereits vorher ausgearbeitet und in den entsprechenden Operationsplänen festgehalten.
Die Feueranforderung beginnt durch Aufnahme der Funkverbindung mit der Artillerie durch den Führer Kampftruppe. Die Feueranforderung richtet sich nach Zielpunkt, Feuerraum oder Abrufen von vorgeplantem Sperrfeuer. Im Laufe von Kampfhandlungen ist es häufig ein Dialog zwischen Kampftruppenführer und zugewiesenem VB. Der Kampftruppenführer fordert aus der jeweiligen Lage Feuerunterstützung an, der VB visiert das Ziel an, wiederholt diesen Befehl als Zielmeldung und leitet diese an seinen Feuerleitoffizier weiter.

„‚Hier Führer Kampftruppe, Zielpunkt 2001. PAK-Stellung niederhalten! Sofort, für zehn Minuten, kommen!‘“

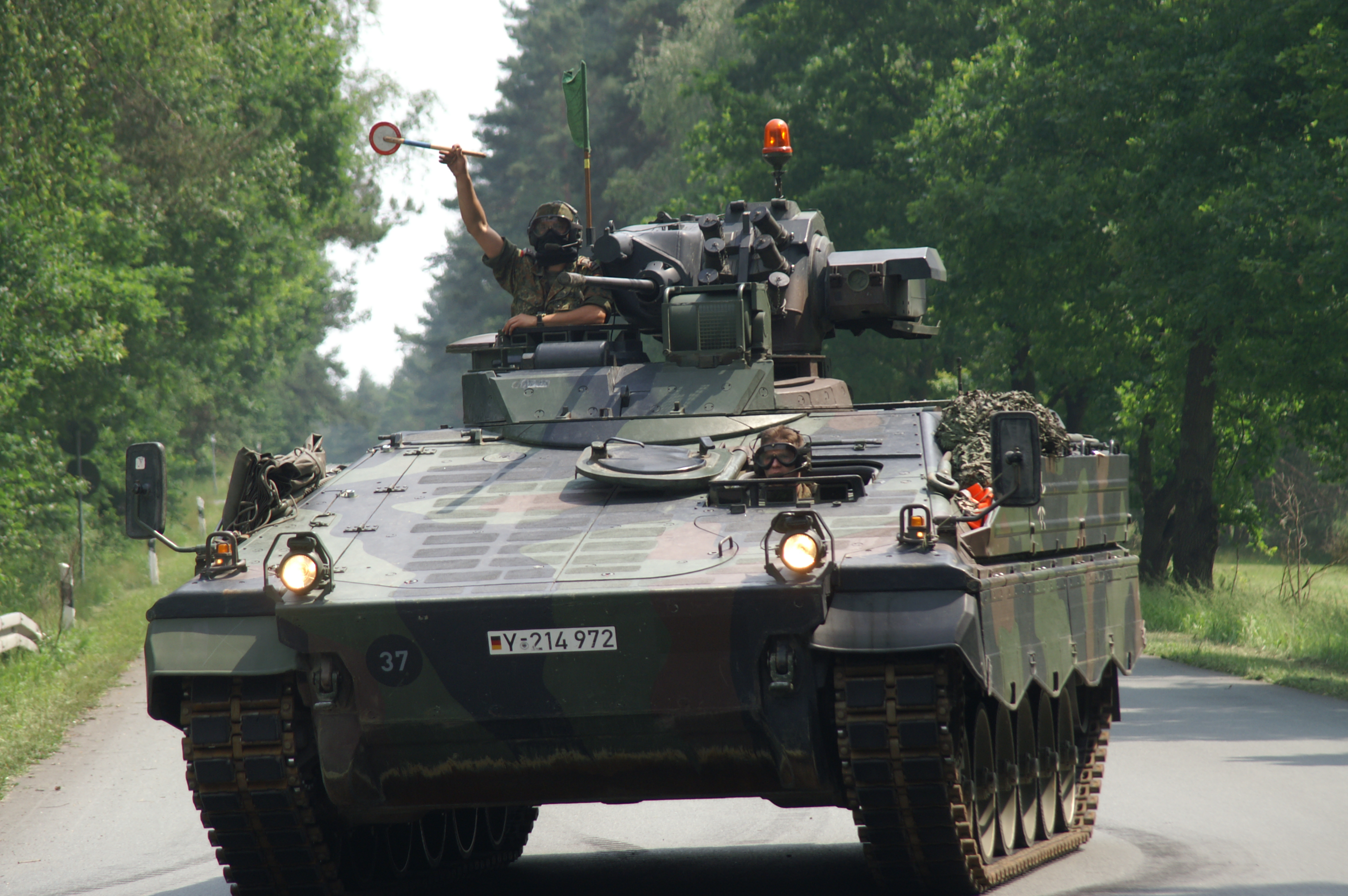
SPZ Marder 1A3 AlS VB der Artillerie und Panzermörserkompanie der Panzergrenadiere seit 1999

Die Zielmeldung richtet sich nach achtstelliger Koordinatenlage, nach Bezugspunktverfahren, nach Geländetaufe oder nach Kompasszahl ermittelten Sehstreifenverfahren.
Die Artillerie meldet zurück:

„‚Hier Artillerie. Feuerbereit, warten Sie. Abgefeuert! Achtung Aufschlag!‘“

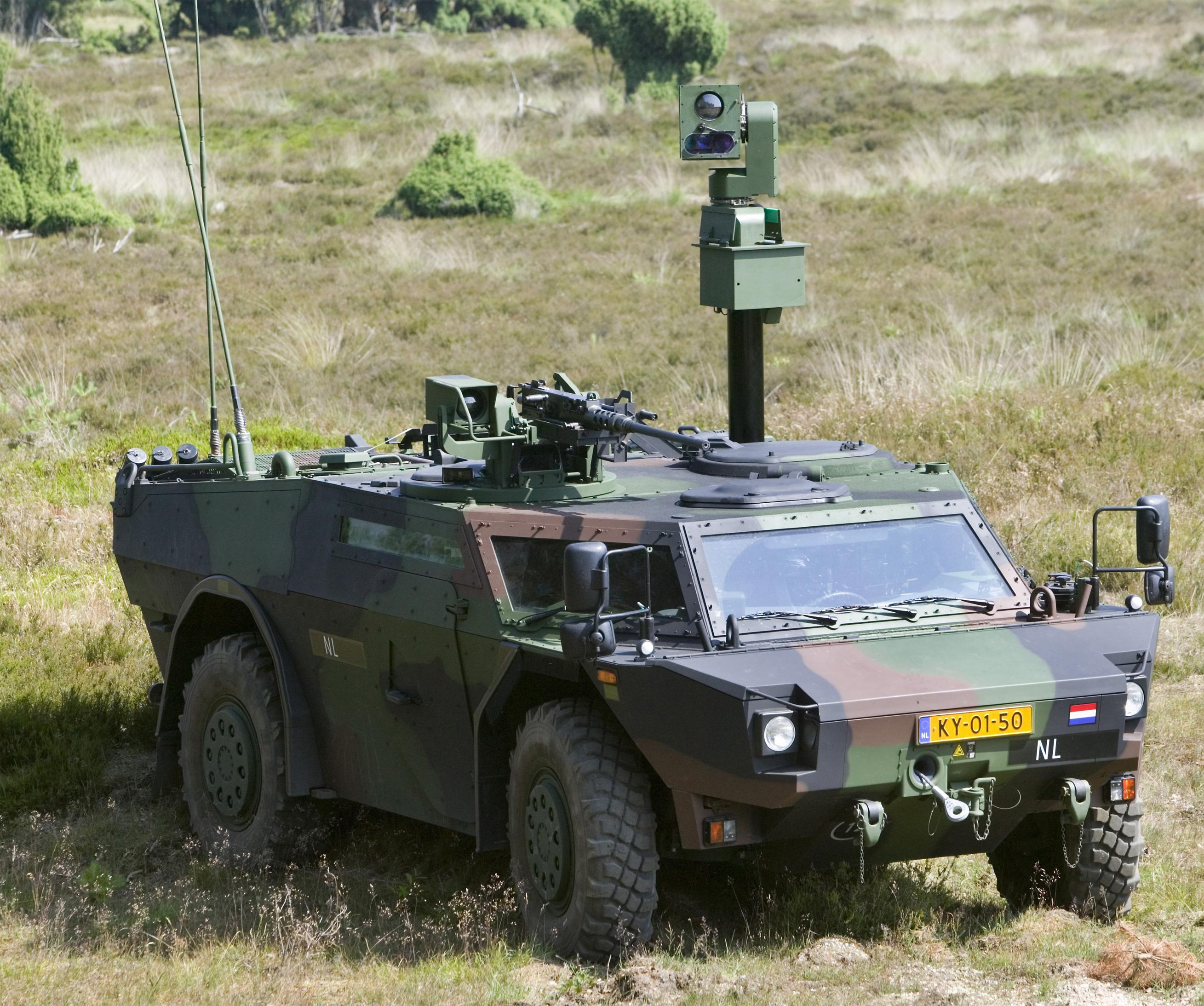
Fennek als Beobachtungsfahrzeug der Artillerie ab 2010

Die Kommunikation im Gefecht könnte auch wie folgt ablaufen:

„‚ADLER hier BUSSARD. Talsenke vor 034 erreicht. BUSSARD DRS nach 036. Niederhalten Pak Westrand 036 für fünf Minuten kommen.‘ ‚Hier Adler, verstanden, Ende!‘ VB meldet: ‚BUSSARD, hier ADLER, fertig zum Niederhalten, sofort. DRS sofort, Ende!‘.“

Ein Feuerbefehl an eine Artillerie-Einheit (Bundeswehr) kann wie folgt lauten:

„‚Batteriechef, hier VB 1. Beobachtungsstelle bei 8515 1175, Feuerraum 1, Planzeiger 851111 Zielhöhe 211 Zielachse 2800 zerschlagen. /Trennung/ Feuerraum 2, Planzeiger 85390991, Zielhohe 270, Zielachse 2000 zerschlagen. /Trennung/ Feuerraum 3, Planzeiger 841102, Zielhöhe 225, Zielachse 2800 niederhalten. /Trennung/ Sperrfeuer 4, Planzeiger 8562 1155, Zielhöhe 210, ROSE 1 zwischen Planzeiger 866115 und 848117.‘“